# Liên đoàn Kitô giáo Triều Tiên
Liên đoàn Kitô giáo Triều Tiên là một tổ chức Tin Lành ở Bắc Triều Tiên được thành lập vào năm 1946. Liên đoàn có trụ sở tại thủ đô Bình Nhưỡng. Tổng thư ký hiện tại là O Kyong-u. Liên đoàn đã đóng một vai trò quan trọng trong các mối quan hệ quốc tế liên quan đến Bắc Triều Tiên và các tổ chức tôn giáo ở Hàn Quốc và nước ngoài.

## Lịch sử
Liên đoàn được thành lập vào ngày 28 tháng 11 năm 1946 bởi những Kitô hữu đã gia nhập hàng ngũ của chính quyền cộng sản mới.
Ngay lập tức, tổ chức này tuyên bố rằng họ sẽ ủng hộ lãnh tụ Kim Nhật Thành và phản đối việc thành lập nhà nước Hàn Quốc. Khi đó, tổ chức này do em họ của mẹ Kim Nhật Thành là Kang Ryang-uk lãnh đạo. Mặc dù Kitô hữu ở Bắc Triều Tiên hầu hết là phần tử chống cộng, nhưng khoảng một phần ba trong số họ đã tham gia Liên đoàn Kitô giáo Triều Tiên. Các nhà lãnh đạo Kitô giáo nào từ chối tham gia đều bị chính quyền bắt bỏ tù.
Năm 1972, tổ chức này mở lại trường cao đẳng thần học Bình Nhưỡng. Liên đoàn còn xuất bản các bản dịch Kinh Thánh và một bài thánh ca vào năm 1983 và giám sát việc xây dựng hai tòa nhà thờ mới (thông qua quỹ nhà nước) vào năm 1988.
Sau khi Liên Xô tan rã, liên đoàn đã đóng một vai trò quan trọng trong quan hệ quốc tế liên quan đến Bắc Triều Tiên và các tổ chức tôn giáo ở Hàn Quốc và nước ngoài, đặc biệt là trong việc tìm kiếm viện trợ quốc tế. Ví dụ, nó đã kêu gọi thành công Hội đồng Giáo hội Thế giới tổ chức viện trợ cho Bắc Triều Tiên. Liên đoàn cũng đã tham gia vào việc thúc đẩy thống nhất Triều Tiên, bao gồm một buổi lễ nhà thờ chung giữa miền bắc và miền nam năm 2014 được tổ chức xoay quanh chủ đề hòa bình và thống nhất.

## Tổ chức
Liên đoàn "dưới sự giám sát chặt chẽ của chính phủ". Bản thân liên đoàn hạn chế một số hoạt động của Kitô giáo.
Về mặt chính thức, tổ chức bao gồm 10.000 Kitô hữu Bắc Triều Tiên, và hoạt động như một tổ chức liên giáo phái bằng cách đóng vai trò liên lạc quan trọng giữa chính phủ và Kitô hữu. Đây là một trong ba tổ chức Tin Lành chính thức được công nhận trong nước.
Liên đoàn này giám sát hai nhà thờ Tin Lành của Bắc Triều Tiên: Nhà thờ Bongsu và Chilgol, ở Bình Nhưỡng. Nó còn điều hành Chủng viện Thần học Bình Nhưỡng. Tổng thư ký hiện tại của ủy ban trung ương tổ chức này là O Kyong-u.